# Je descends du singe
Albums de Marc Lavoine
Volume 10
(2009) Je reviens à toi
(2018)
Singles
1. Je descends du singe
Sortie : 5 juin 2012
2. J'ai vu la Lumière
Sortie : 11 septembre 2012
3. Auprès de toi mon frère
Sortie : 26 mars 2013

Je descends du singe est le 11e album studio de Marc Lavoine sorti le 10 septembre 2012 en France sur le label Barclay Records. 
Il s'est classé directement à la première place du classement des albums en France et en Belgique francophone. Il a été certifié disque de platine pour plus de 100 000 exemplaires écoulés en France.

## Liste des titres
CD
1. Il restera - 2 min 58 s
2. Notre histoire - 3 min 30 s
3. Je descends du singe - 3 min 50 s
4. J'ai vu la lumière - 3 min 15 s
5. J'en ai rien à foutre - 3 min 51 s
6. Auprès de toi mon frère - 4 min 05 s
7. Avec toi (En duo avec Julie Gayet) - 3 min 25 s
8. Faut-il parler ? - 4 min 03 s
9. Ballade pour Michelle - 3 min 11 s
10. Je compte les jours - 4 min 24 s

DVD
1. Des jours de silence
2. Presque calme (session acoustique)

## Classements
| Classement (2012–13)         | Meilleure position |
| ---------------------------- | ------------------ |
| Belgique (Wallonie Ultratop) | 1                  |
| Belgique (Flandre Ultratop)  | 187                |
| France (SNEP)                | 1                  |
| Suisse (Schweizer Hitparade) | 41                 |
| Suisse (Charts Romandie)     | 4                  |

| Classement (2012)            | Position |
| ---------------------------- | -------- |
| Belgique (Wallonie Ultratop) | 43       |
| France (SNEP)                | 41       |

| Classement (2013) | Position |
| ----------------- | -------- |
| France (SNEP)     | 146      |

### Certification
| Région                                                           | Certification | Ventes/Streams |
| ---------------------------------------------------------------- | ------------- | -------------- |
| France (SNEP)                                                    | Platine       | 100 000*       |
| *Ventes selon la certification xNon précisé par la certification |               |                |